# Nehalennia (släkte)
Nehalennia är ett släkte i insektsordningen trollsländor som tillhör familjen sommarflicksländor. Det finns minst 6 kända arter i släktet. Fem av arterna finns i Nya världen, främst i Nordamerika. En art, Nehalennia speciosa, finns i Europa och Asien. Den har också hittats i Sverige.

## Arter
- Nehalennia gracilis
- Nehalennia integricollis
- Nehalennia irene
- Nehalennia minuta
- Nehalennia pallidula
- Nehalennia speciosa